# Sudamericano Juvenil A de Rugby 2011
El Sudamericano Juvenil A de Rugby del 2011 fue el vigésimo sexto torneo juvenil y el cuarto de la divisional A. Se disputó en Asunción del Paraguay y estuvo integrado por las 5 selecciones más fuertes de menores de 19 años (M19) afiliadas a la Confederación Sudamericana de Rugby. Contó de 2 fases; en la primera, Chile se enfrentó a Paraguay y Uruguay a Brasil, más adelante jugaron los dos perdedores entre sí y luego los ganadores. La segunda fase, fue el torneo propiamente dicho en la que Argentina esperó a Chile y a Uruguay clasificados por sus actuaciones en el Juvenil A del 2010.

## Equipos participantes
- Selección juvenil de rugby de Argentina (Pumas M19)
- Selección juvenil de rugby de Brasil
- Selección juvenil de rugby de Chile (Cóndores M19)
- Selección juvenil de rugby de Paraguay
- Selección juvenil de rugby de Uruguay (Teros M19)

## Primera fase[3]

### Resultados

#### Primera fecha
| 18 de setiembre 16:00 | Chile | 50 - 29 | Paraguay | cancha del CURDA, Asunción, Paraguay   |                                        |
|                       |       | Reporte |          | Árbitro(s): Federico Anselmi Argentina | Árbitro(s): Federico Anselmi Argentina |

| 18 de setiembre 18:00 | Uruguay | 34 - 15 | Brasil | cancha del CURDA, Asunción, Paraguay |                                  |
|                       |         | Reporte |        | Árbitro(s): Martín Lugo Paraguay     | Árbitro(s): Martín Lugo Paraguay |

#### Segunda fecha
| 21 de setiembre 17:00 | Paraguay | 24 - 10 | Brasil | cancha del CURDA, Asunción, Paraguay   |                                        |
|                       |          | Reporte |        | Árbitro(s): Federico Anselmi Argentina | Árbitro(s): Federico Anselmi Argentina |

| 21 de setiembre 18:30 | Chile | 17 - 15 | Uruguay | cancha del CURDA, Asunción, Paraguay     |                                          |
|                       |       | Reporte |         | Árbitro(s): Francisco Pastrana Argentina | Árbitro(s): Francisco Pastrana Argentina |

## Segunda fase

### Posiciones
| Pos. | Equipo    | Encuentros | Encuentros | Encuentros | Encuentros | Tantos  | Tantos    | Tantos     | Puntos |
| Pos. | Equipo    | jugados    | ganados    | empatados  | perdidos   | a favor | en contra | diferencia | Puntos |
| ---- | --------- | ---------- | ---------- | ---------- | ---------- | ------- | --------- | ---------- | ------ |
| 1    | Argentina | 2          | 2          | 0          | 0          | 91      | 10        | + 81       | 6      |
| 2    | Chile     | 2          | 1          | 0          | 1          | 17      | 67        | - 50       | 3      |
| 3    | Uruguay   | 2          | 0          | 0          | 2          | 25      | 56        | - 31       | 0      |

Nota: Se otorgan 3 puntos al equipo que gane un partido, 1 al que empate y 0 al que pierda

### Resultados[4]

#### Primera fecha
| 24 de setiembre 15:30 | Argentina | 52 - 0  | Chile | cancha del CURDA, Asunción, Paraguay |                                    |
|                       |           | Reporte |       | Árbitro(s): Joaquín Montes Uruguay   | Árbitro(s): Joaquín Montes Uruguay |

#### Segunda fecha
| 27 de setiembre 18:00 | Argentina | 39 - 10 | Uruguay | cancha del CURDA, Asunción, Paraguay |                                    |
|                       |           | Reporte |         | Árbitro(s): Felipe Balbontín Chile   | Árbitro(s): Felipe Balbontín Chile |

| Bandera de Argentina   |
| Campeón Argentina      |
| Vigésimo quinto título |

## Clasificación al Trofeo Mundial
El seleccionado de Cóndores M19 clasificó al Trofeo Mundial de Rugby Juvenil de la edición del 2012 al vencer a Los Teritos en la segunda fecha por 17 - 15. La selección chilena estuvo ausente en los dos últimos trofeos.